# Sarah Salleh
Sarah Salleh (Bandar Seri Begawan, 9 aprile 1987) è una principessa bruneiana, moglie del principe ereditario Al-Muhtadee Billah.

## Primi anni di vita
Sarah Salleh, è nata al Raja Isteri Pengiran Anak Saleha Hospital di Bandar Seri Begawan il 9 aprile 1987 ed è la terza figlia, unica femmina, del Pengiran Salleh Ab Rahaman Pengiran Damit e Dayang Rinawaty Abdullah (nata Suzanne Aeby). Suo padre (nato il 1º giugno 1950) è un lontano parente della famiglia reale e ha lavorato come assistente di laboratorio presso la divisione servizi idrici nel dipartimento dei lavori pubblici. Sua madre (nata a Friburgo il 3 marzo 1954) è un'infermiera che ha lavorato nell'ospedale di Raja Isteri Pengiran Anak Saleha. I suoi genitori si incontrarono nel Regno Unito negli anni '70 quando entrambi erano studenti. I suoi due fratelli maggiori sono Awangku Irwan e Awangku Adrian.
Sarah ha frequentato la St. Andrew's School dal 1993 al 1998 e poi il Paduka Seri Begawan Sultan Science College dove ha superato gli O-level nel 2003. Il principe ereditario Al-Muhtadee Billah ha frequentato entrambe le scuole. Ha proseguito gli studi pre-universitari nello stesso college.
Ama la musica e il teatro classico e moderno.

## Matrimonio e figli
Il 9 settembre 2004, mentre frequentava ancora il Paduka Seri Begawan Sultan Science College, ha sposato il trentenne Al-Muhtadee Billah, il principe ereditario, all'Istana Nurul Iman. Alla cerimonia, definita il "matrimonio asiatico dell'anno", hanno partecipato dignitari e molti membri di famiglie reali straniere e capi di governo. Dopo la cerimonia, la coppia reale ha sfilato nella capitale su una Rolls Royce scoperta e sono stati accolti da numerose folle che fiancheggiavano le strade.
Il 17 marzo 2007 ha dato alla luce, Pengiran Muda Abdul Muntaqim, il primo figlio della coppia e il futuro erede, al Raja Isteri Pangiran Anak Saleha Hospital. Il 2 gennaio 2011 ha dato alla luce una figlia, Pengiran Anak Muneerah Madhul Bolkiah. Il terzo figlio della coppia, Pengiran Muda Muhammad Aiman, è nato il 7 giugno 2015. La quarta, Pengiran Anak Faathimah Az-Zahraa Raihaanul, è nata alle 15:54 del 1º dicembre 2017.

## Istruzione
Si è iscritta all'Università del Brunei Darussalam e nell'ottobre del 2010 si è laureata con lode. Ha ricevuto un premio per le sue eccezionali prestazioni nel corso di laurea triennale in amministrazione pubblica e politica.
Ha poi proseguito gli studi e nel 2011 ha conseguito un master in politiche pubbliche in lingua inglese presso l'Università del Brunei Darussalam.
Era membro dei cadetti dell'esercito dell'università ed era un capocannoniere della squadra di netball dell'ateneo.